# Timuzsin Schuch
Timuzsin Schuch (5 de junio de 1985, Nagyatád, Hungría) es un exjugador de balonmano húngaro que jugaba de pívot. Su último equipo fue el Ferencvárosi TC.
Fue un componente de la selección de balonmano de Hungría.

## Personal
De padre húngaro y madre mongola, su nombre, Timuzsin, también se refiere a sus raíces mongolas ya que este era el nombre de nacimiento de Gengis Kan.

## Equipos
- MKB Veszprém KC (2004–2005)
- Rinyamenti KC (2004–2005) (cesión)
- Győri ETO FKC (2005–2007)
- Balatoni KC (2005–2006) (cesión)
- HCM Constanţa (2007–2011)
- MKB Veszprém KC (2011–2018)
- Ferencvárosi TC (2018-2021)

## Palmarés
- Nemzeti Bajnokság I - Ganador (2005, 2012, 2013, 2014, 2015, 2016, 2017)
- Copa de Hungría - Ganador (2012, 2013, 2014, 2015, 2016, 2017, 2018)
- Liga SEHA - 2015, 2016
- Liga Națională - Ganador (2009,2010)

### Selección nacional

#### Campeonato del Mundo Junior
- Medalla de Bronce en el Campeonato Mundial de Balonmano Masculino Junior de 2005.